# Cher John
Pour plus de détails, voir Fiche technique et Distribution.
Cher John (Dear John) est un film romantique américain de Lasse Hallström, sorti en 2010. Réalisé par Lasse Hallström, le film est une adaptation du roman Cher John de Nicholas Sparks. Il montre la vie d'un soldat qui tombe amoureux d'une jeune femme lors d'une permission. Lorsqu'il doit retourner en mission, ils décident alors de s'échanger des lettres. Amanda Seyfried, l'actrice principale, a enregistré une chanson pour le film intitulée Little House. 

## Synopsis
John Tyree est un soldat des Forces spéciales américaines en permission et Savannah Curtis est une étudiante idéaliste. Les deux personnages se rencontrent sur une plage et tombent amoureux l'un de l'autre. Bien qu'appartenant à deux mondes différents, une passion absolue les réunit pendant deux semaines. John doit ensuite repartir en mission et Savannah retourne à l'université, mais ils promettent de s'écrire des lettres, et leur amour ne fait que grandir. Mais chaque jour plus inquiète pour la sécurité de son bien-aimé, Savannah s'interroge. Alors que désirs et responsabilités s'opposent toujours plus, le couple lutte pour maintenir ses engagements et quand la mauvaise santé du père de John l'autorise à rentrer, les deux jeunes amoureux se retrouvent face à leurs contradictions, et se demandent si leur amour existe toujours.

## Fiche technique
- Titre original : Dear John
- Titre français : Cher John
- Réalisation : Lasse Hallström
- Scénario : Jamie Linden, d'après Cher John de Nicholas Sparks
- Photographie : Terry Stacey
- Réalisateur 2e équipe : Charles Croughwell
- Musique : Deborah Lurie
- Son : Jonathan Gaynor
- Direction artistique : Mark Garner
- Décors : Kara Lindstrom
- Costumes : Dana Campbell, Kathryn Langston
- Montage : Kristina Boden
- Production : Temple Hill pour Screen Gems
  - Marty Bowen (producteur)
  - Wyck Godfrey (producteur)
  - Ken Halsband (coproducteur)
  - Ryan Kavanaugh (producteur)
  - Jeremiah Samuels (producteur exécutif)
  - Tucker Tooley (producteur exécutif)
- Coproduction : Relativity Media
- Pays de production :  États-Unis
- Langue : anglais
- Société(s) de distribution : Metropolitan FilmExport
- Dates de sortie : 
  - États-Unis : 5 février 2010
  - France : 31 mars 2010

Format : Scope Couleurs - 35 mm - 2,35:1 - Son : Dolby SR SRD DTS
- Genre : drame/romance/guerre
- Durée : 105 minutes

## Distribution
- Channing Tatum (VF : Donald Reignoux ; VQ : Thiéry Dubé) : John Tyree
- Amanda Seyfried (VF : Marie-Eugénie Maréchal ; VQ : Stéfanie Dolan) : Savannah Curtis
- Henry Thomas (VF : Alexandre Gillet ; VQ : Yves Soutière) : Tim Wheddon
- Scott Porter (VF : Jérémy Bardeau ; VQ : Alexis Lefebvre)  : Randy
- Richard Jenkins (VF : Michel Derain ; VQ : Jean-Luc Montminy) : Bill Tyree
- Keith Robinson : Capitaine Stone
- Gavin McCulley : Starks
- Jose Lucena Jr. : Berryl
- William Howard Bowman : Daniels
- Braeden Reed : Alan Wheddon (à 6 ans)
- Luke Benward : Alan Wheddon (à 14 ans)
- Leslea Fisher : Susan
- Mary Rachel Dudley  : Mme Curtis
- David Andrews (VQ : Hubert Gagnon) : M. Curtis
- D.J. Cotrona (VF : Damien Ferrette ; VQ : Éric Bruneau)  : Noodles
- Cullen Moss  : Rooster
- Maxx Hennard  : Sargento Berg

Photos des acteurs principaux
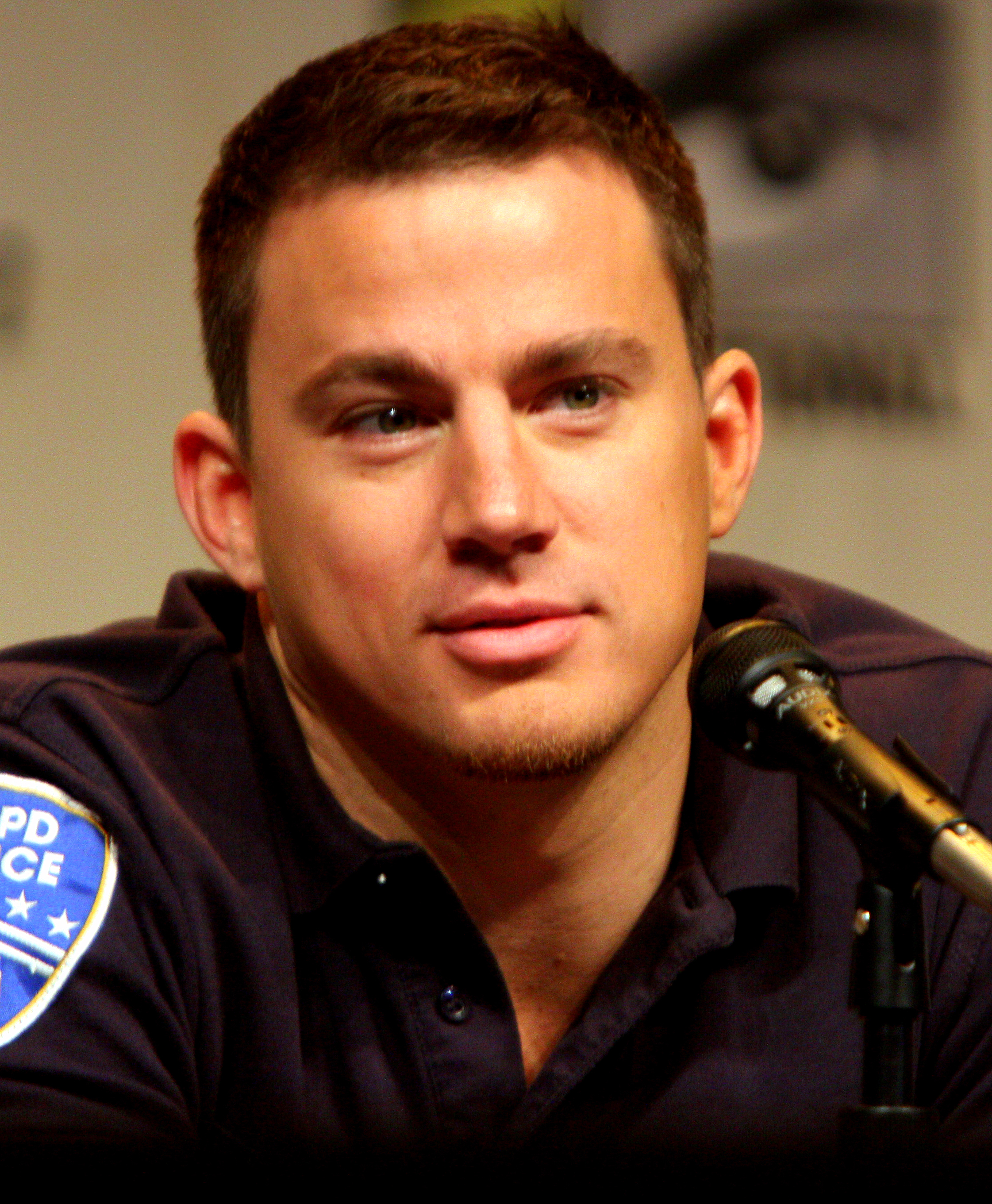
Channing Tatum dans le rôle de John Tyree
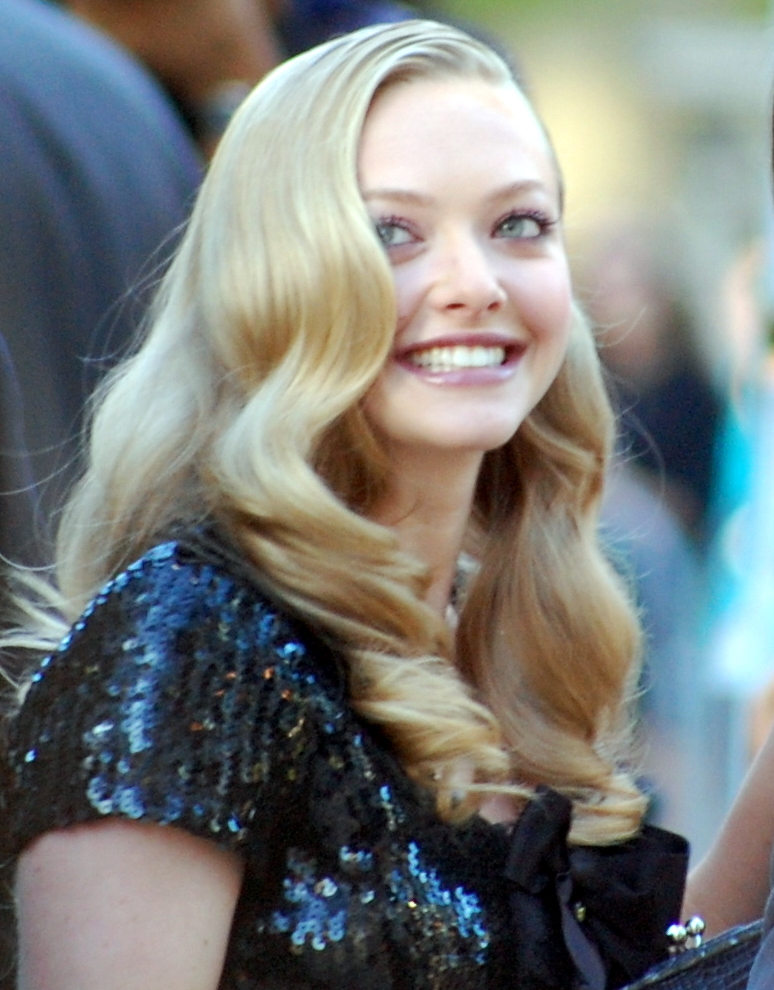
Amanda Seyfried dans le rôle de Savannah Curtis
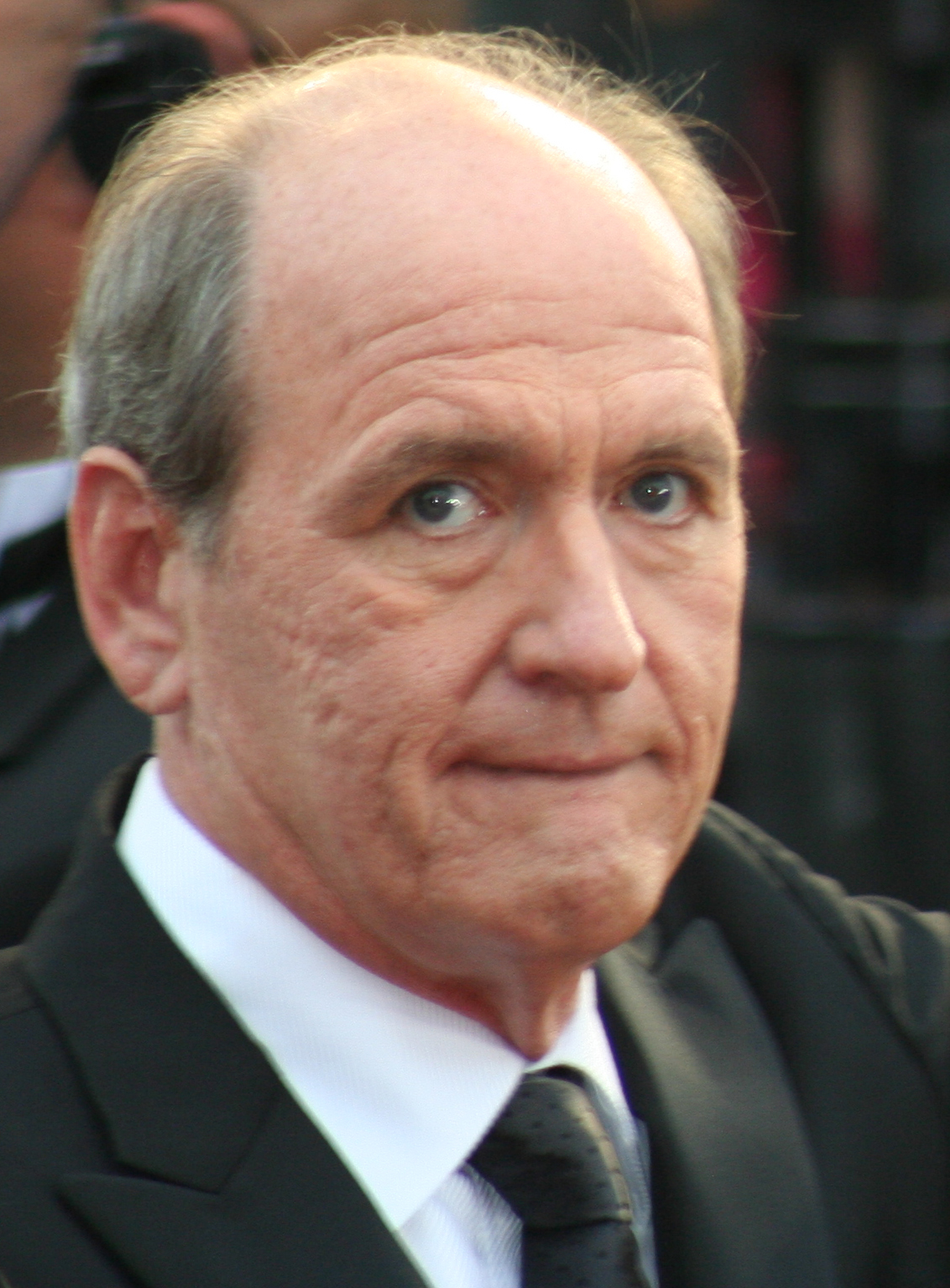
Richard Jenkins dans le rôle de Bill Tyree

## Autour du film
John décide de prolonger son engagement dans l'armée à la suite des attentats du 11 septembre 2001.
En anglais, une « Dear John letter » est une lettre de rupture.

### Chansons du film
1. "Paperweight", interprété par Joshua Radin et Schuyler Fisk
2. "The Moon", interprété par The Swell Season
3. "Amber", interprété par 311
4. "Excelsior Lady", interprété par The Donkey Party
5. "Things & Time", interprété par The Wailing Souls
6. "Little House", interprété par Amanda Seyfried et Marshall Altman
7. "This Is the Thing", interprété par Fink
8. "Think of Me", interprété par Rosi Golan
9. "You Take My Troubles Away", interprété par Rachael Yamagata et Dan Wilson
10. Dear John Theme, interprété par Deborah Lurie
11. "Set the Fire to the Third Bar" (Bonus Track), interprété par Snow Patrol ft. Martha Wainwright
12. "Answering Bell", interprété par Ryan Adams
13. "Little House" (Acoustic), interprété par Amanda Seyfried
14. "Saturday Night", interprété par Ozomatli
15. "Dead in Your Tracks", interprété par Brian Tichy
16. "Let Her Gift Be Me", interprété par Gaye Tolan Hatfield et Jeffrey S. Meegan
17. "Ballroom Ballad", interprété par Brad Hatfield

## Box-office
| Pays ou région | Box-office      | Date d'arrêt du box-office | Nombre de semaines |
| -------------- | --------------- | -------------------------- | ------------------ |
| France         | 106 736 entrées | 13 avril 2010              | 1                  |
| États-Unis     | 78 533 000 $    | 14 mars 2010               | 6                  |

## Distinctions

### Nominations
- Teen Choice Awards 2010 :
  - Meilleur film dramatique
  - Meilleur acteur dramatique pour Channing Tatum
  - Meilleure actrice dramatique pour Amanda Seyfried
  - Meilleure alchimie pour Amanda Seyfried et Channing Tatum